# 保守合同

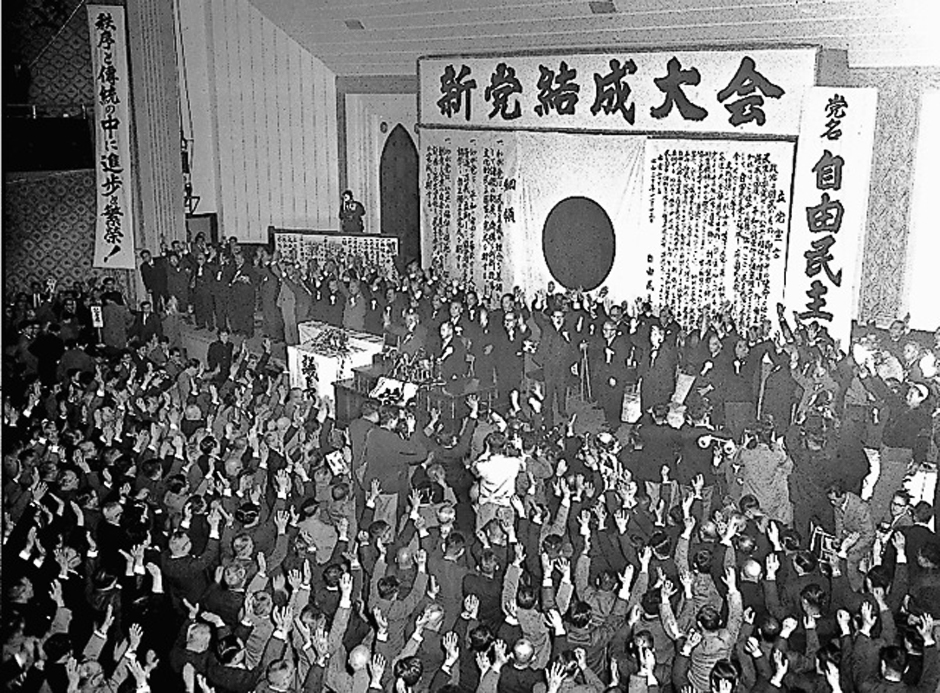
自由民主党結党大会
1955年11月15日 中央大学駿河台講堂

保守合同（ほしゅごうどう）とは、1955年11月15日に日本の保守政党であった自由党と日本民主党が合同し、自由民主党が結成されたこと。
これに先立って社会党再統一が行われていたことから保守政党と革新政党のそれぞれに大政党が誕生することとなり、55年体制が成立した。

## 背景

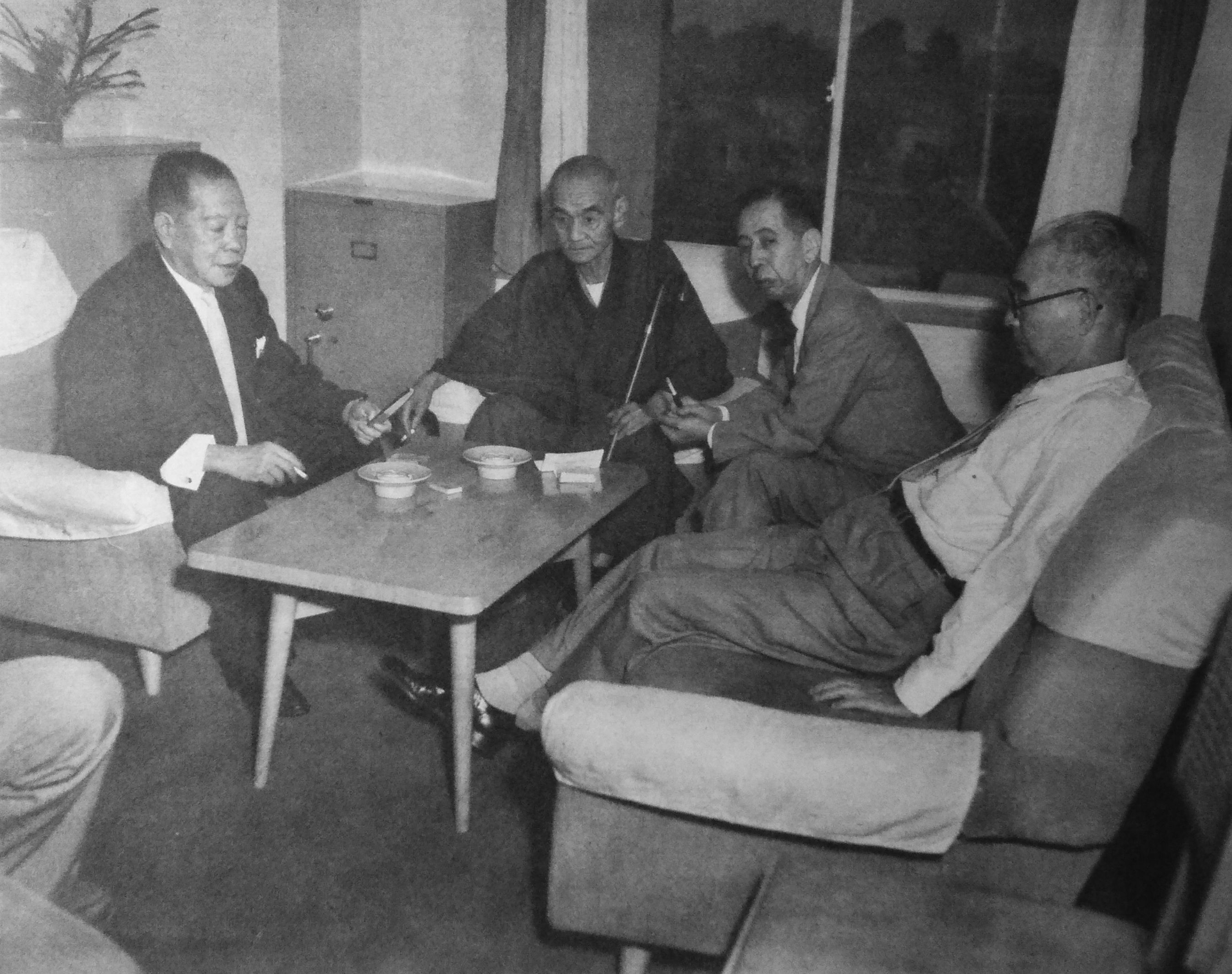
合同に向け永田町グランドホテルで会談を行う、自由党と日本民主党の指導部（1955年夏。左から、大野伴睦、三木武吉、岸信介、石井光次郎）

終戦直後から、社会主義勢力の台頭を危惧する保守政治家の間で、戦前の二大政党であった立憲政友会系政治家と立憲民政党系政治家が結集して新党を結成する構想が出された。政友会系はかつて同党の総裁候補とされていた鳩山一郎を代表に担ごうと考え、戦時中の翼賛議会で鳩山とともに軍部と戦った民政党系の三木武吉が構想の実現に奔走した。
だが、民政党系の多くは党首の経験の無い鳩山よりも自党の最後の総裁であった町田忠治が党首に相応しいと主張し、結局民政党系の大半は大日本政治会を母胎とする日本進歩党の結成に参加し、結成1ヵ月後総裁に町田を就任させたことにより構想は挫折した。だが、翼賛議会において主流を占めた翼賛議員同盟→翼賛政治会の流れを汲む進歩党は間もなく公職追放によって壊滅的な打撃を受けることになった。
一方、鳩山を初代総裁として政友会系を中心に結成された日本自由党（以後合同や改称を経るが以下同党の略称で、最終的な正式名称にもなった「自由党」で統一する）は1946年の第22回衆院選で第一党となった。
ところが直後に鳩山・三木以下幹部の多くが公職追放の対象となってしまう（自由党は新人議員が多かったため、進歩党とは対照的に追放発令後も第一党を維持した）。そこで、占領軍の受けの良い親英米派の外務大臣吉田茂を総理・総裁に擁立して危機を乗り越えようと考えたのである。
鳩山派の考えに反して、吉田は鳩山の公職追放解除後も政権は私物ではないとして、鳩山への政権移譲を拒絶する。この頃には鳩山から任された自由党は結成当初とはかけ離れたものとなっており、官僚出身の親吉田派の若手議員が多数を占めていた（吉田学校）。更に、吉田は鳩山の病気を口実に緒方竹虎を後継者にする事を決める。これをきっかけに自由党内は吉田支持派（官僚派中心）と鳩山支持派（党人派中心）に事実上分裂する。
1954年、鳩山は三木武吉・河野一郎・岸信介らとともに吉田に不満を持つ自由党内の同志や野党の改進党などの他の保守系政党と大同団結を図って日本民主党を結成した。一方、残った自由党内でも吉田の「ワンマン」と称される政治手法に対して国民の不満が高まっている事を感じた幹部たちは緒方を中心に吉田に退陣を勧告した。ここに至って吉田も内閣総辞職を決断して、自由党総裁を緒方に譲った。だが、国会での首班指名選挙では鳩山が緒方を破って第1次鳩山一郎内閣が成立した。

## 自由民主党結成
その後、左右社会党が再統一されて日本社会党となり、保守政党にとって大いに脅威となった。当時、第1党であった日本民主党は元より、第3党に転落した自由党も危機感を持った。また、日本が社会主義国になる事を恐れたアメリカ、日本の財界も露骨に圧力をかけ始めた。社会党の脅威に対抗するため、三木や緒方らが保守合同を働きかけた。また、参議院の緑風会は、不偏不党を建前としていたが、会員の多くは保守系であり、やはり有志という形で保守合同を求める口上書を民主、自由両党に送った。
保守合同には反対論もあり、その中心人物として旧改進党系の松村謙三、宇都宮徳馬、三木武夫らがおり、彼らは保守分立論を唱えた。しかし、最終的に保守合同によって自由民主党が結党され、唯一の保守政党による単独政権が誕生し、55年体制が始まった。
しかし、保守政党の溝は深く、総裁人事がまとまらなかったため、二党の総裁と総務会長であった鳩山一郎、緒方竹虎、三木武吉、大野伴睦の4人による総裁代行委員体制として始まった（5ヵ月後の1956年4月に鳩山が総裁に就任）。また鳩山派に反発した吉田茂、佐藤栄作、橋本登美三郎らは当初自民党に参加しない等、足並みの乱れも見られた（3人は鳩山が引退した1957年に自民党に入党している）。
保守合同を受けて鳩山内閣は政権の基盤が変わったとして一旦内閣総辞職をし、首班指名を受け直した。そして、第3次鳩山一郎内閣が誕生した。

## 崩壊論
結党当初の自民党は吉田派・反吉田派、党人派・官僚派、戦前派・戦後派など複雑な人間関係、思想対立の要素が絡んでおり、決して磐石であるとはいえなかった。保守合同した当時、三木武吉は自民党について「10年持てば」と言い、松村謙三は「30年後には崩壊する」と予想した。
だが、日本経済の急速な成長やいわゆる「政・官・財」の癒着構造、派閥などによる役職・資金配分のシステムや派閥抗争による擬似政権交代などに支えられる形で時を追うにつれてその政治的基盤は次第に強化されていった。また、緑風会は自身の保守合同への参加は断ったが、やがて会員のほとんどは自民党に移籍し、1965年に自然消滅した。参議院で一定の勢力を占めていた緑風会を事実上吸収したことで、衆参共に保守合同による一大政党が完成した。